# Mičovice
Mičovice (en allemand : Mitschowitz) est une commune du district de Prachatice, dans la région de Bohême-du-Sud, en République tchèque. Sa population s'élevait à 358 habitants en 2023.

## Géographie
Mičovice se trouve à 10 km au sud-est de Prachatice, à 26 km à l'ouest de České Budějovice et à 124 km au sud-sud-ouest de Prague.
La commune est limitée par Lhenice au nord et à l'est, par Chroboly au sud et au sud-ouest, et par Nebahovy à l'ouest.

## Histoire
La première mention écrite du village date de 1400.

## Patrimoine

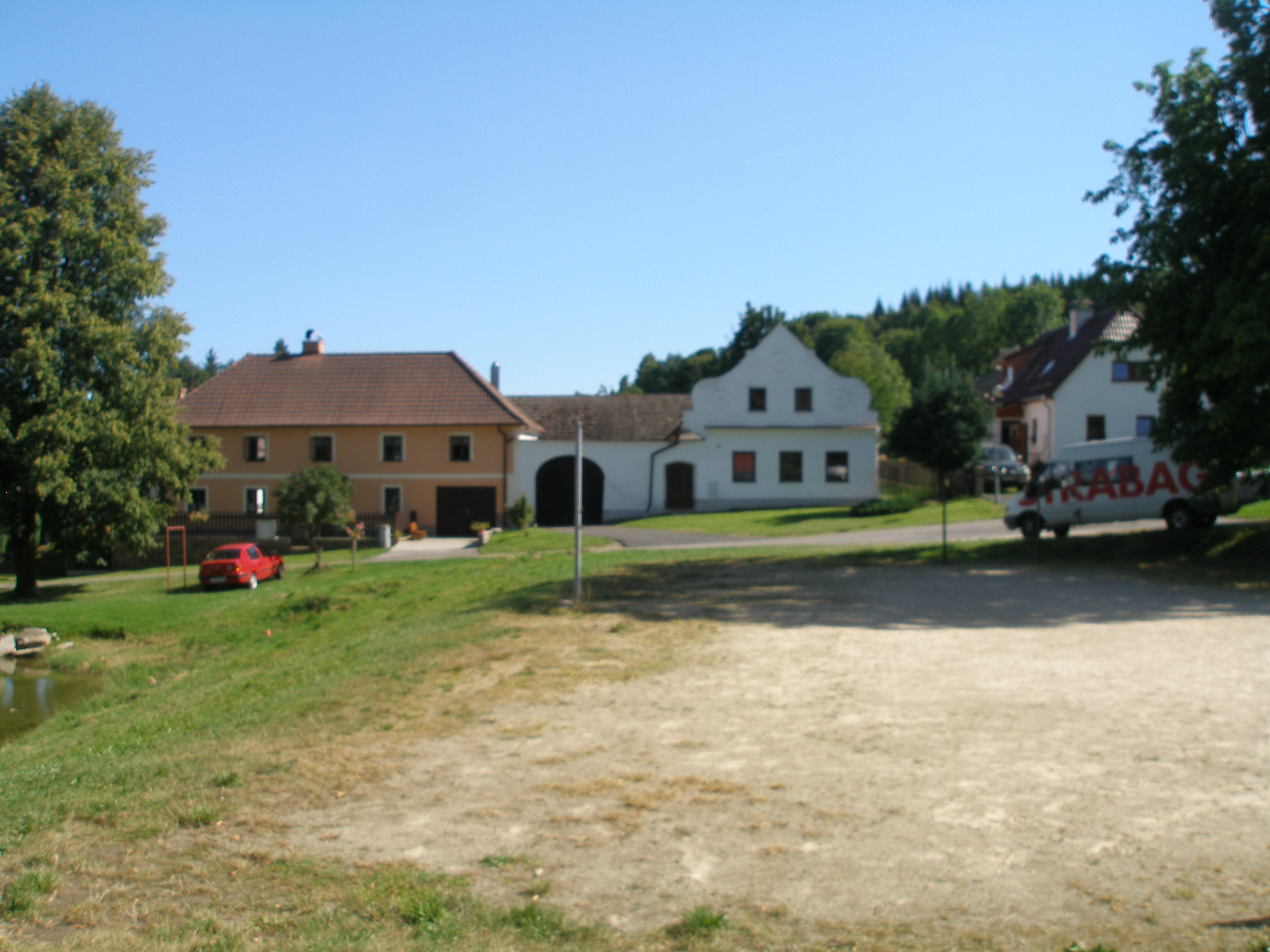
Architecture locale inspirée du baroque, quartier Klenovice.
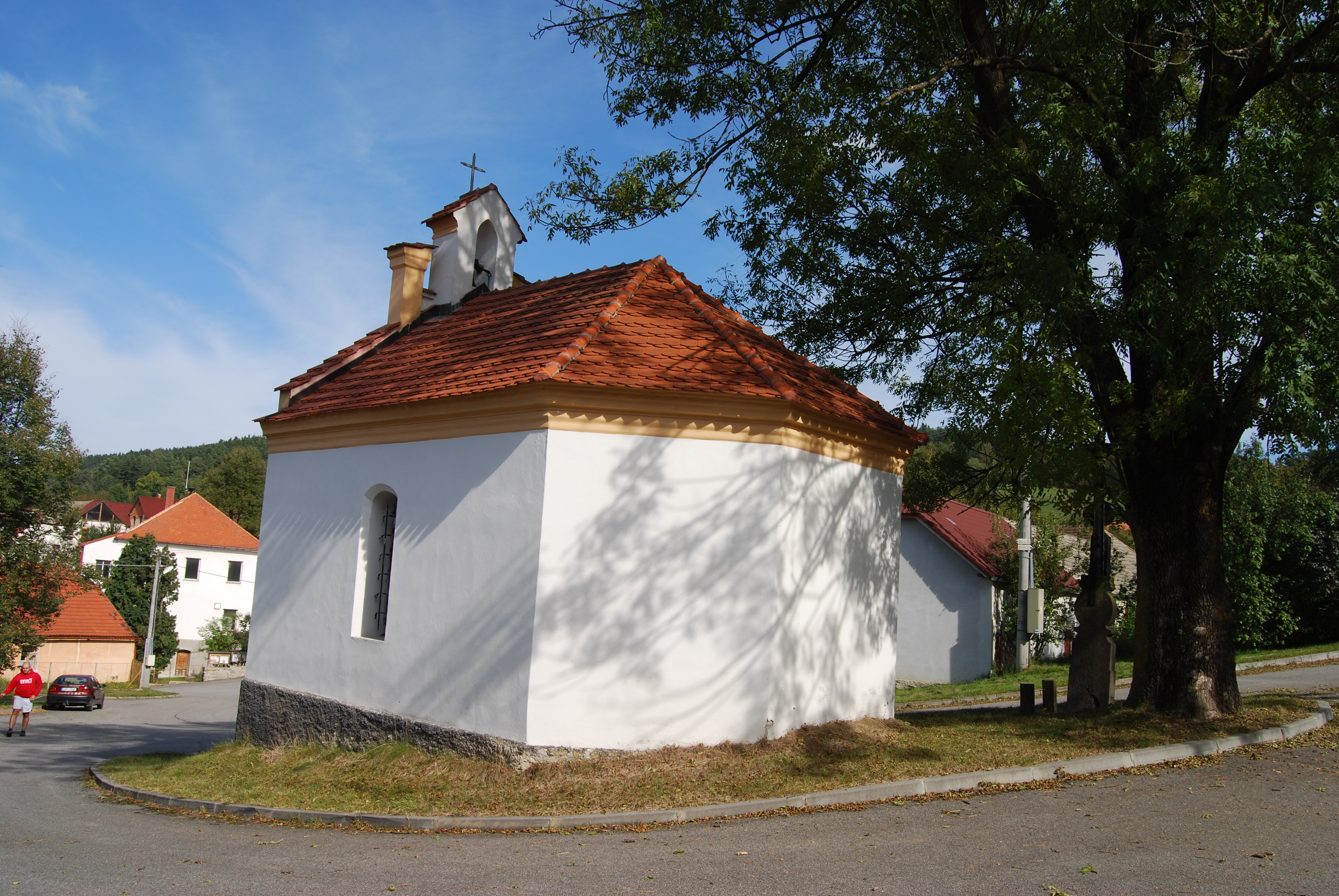
Chapelle à Mičovice.

## Administration
La commune se compose de cinq sections :
- Frantoly
- Jáma
- Klenovice
- Mičovice
- Ratiborova Lhota

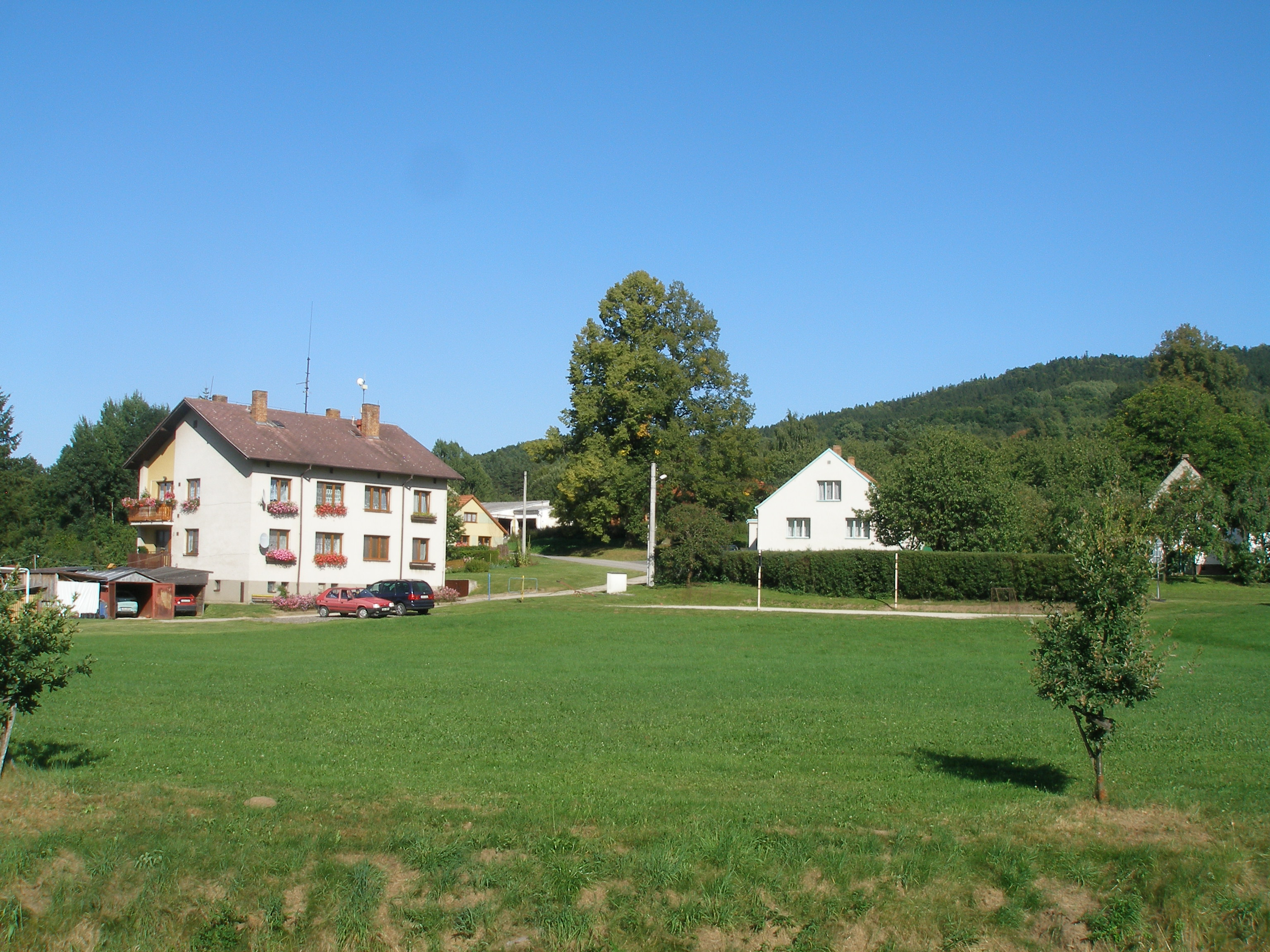
Le hameau de Jáma.
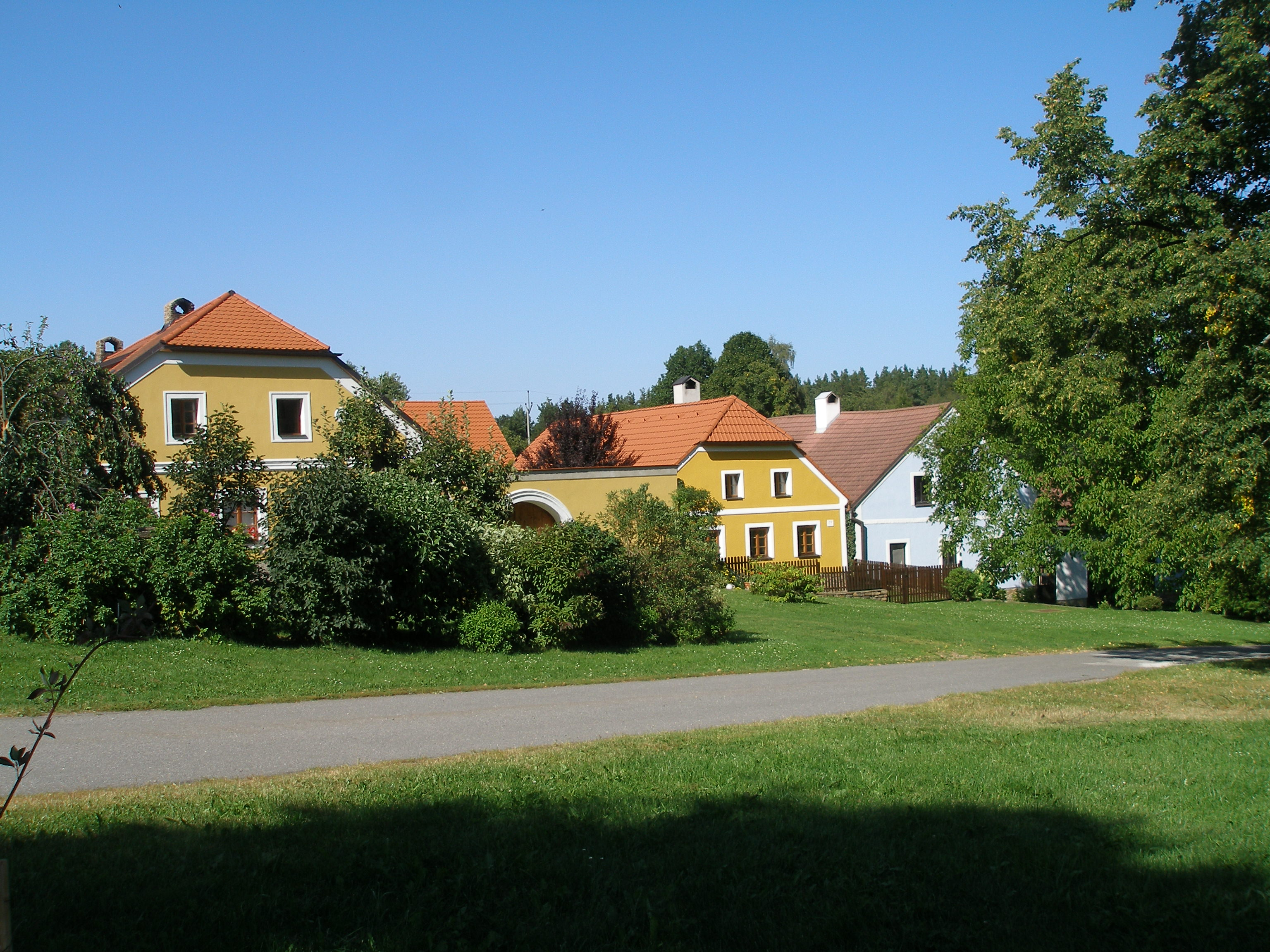
Le hameau de Klenovice.

## Transports
Par la route, Mičovice se trouve à 5,5 km de Netolice, à 14 km de Prachatice, à 30 km de Ceské Budejovice et à 159 km de Prague.